# Zampis
Zampis (Çampis in friulano) è una frazione del comune di Pagnacco.

## Origini del Paese
Secondo la leggenda, l'origine del paese sarebbe dovuta ad un cavaliere della famiglia dei Castellerio il quale abbandonò il castello, forse cacciato, e sulla strada che porta a Pagnacco dal borgo di Castellerio prese la direzione sinistra (man çampe in friulano) esclamando "Jo o voi a la çampe!" (Io vado a sinistra) e, non lontano dal castello, si costruì il maniero dando origine al nome e al borgo di Zampis.
Storicamente però, il paese prende il nome dalla famiglia Zampis che qui si insediò tra la fine del XV e l'inizio del XVI secolo.

## Storia della famiglia Zampa
Nel 1200 vi erano il ramo della famiglia Zampa di Moruzzo e ser Pietro Zampis e si può ragionevolmente ritenere che ser Pietro sia un discendente di questo Zampa di Moruzzo. Effettivamente sia il nome che il paese stesso di Zampis sono legati ad una persona che però non é Zampa di Moruzzo bensì ser Pietro Zampis di Colle Griglion morto nel 1468.
È opportuno richiamare quanto scrive V. Joppi sulle famiglie signorili che nel XIII secolo abitano il castello di Moruzzo. «Le predette famiglie appartenevano ad una nobiltà che chiameremo rurale non meno antica di quella castellana ma meno provveduta di feudi che costituiva una classe intermedia tra quella dei grandi feudatari e quella dei piccoli possidenti. Tale nobiltà era comunissima in Friuli. Quanto più si avvicinava la fine del XIII secolo tali famiglie andavano scomparendo o per mancanza di successione o perché ridotte in povero stato.» Si può supporre che Pietro abbia lasciato il castello del dominus Zampa trasferendosi prima a Col Griglion e poi a Pagnacco. È interessante notare che il castello di Moruzzo ha conservato l'aspetto di antica dimora signorile e di bellezza austera. Sulla piazza del castello esiste ancora oggi il tiglio secolare che pare abbia oltre 700 anni, sotto il quale si raccoglieva la "vicinia" rurale.
Ser Pietro sposato con donna Uliana lascia alla moglie alla sua morte in usufrutto tutti i suoi livelli e ai figli Michele, Jacumino, Zanino e Domenico lascia una casa in muratura. Ser Pietro e donna Uliana sono colpiti dalle morti premature di Colao, Antonio e Jacobus. Jacumino e Domenico formano famiglia e rimangono in paese continuando ad usare la forma De Zampis. Nel 1500 vi è un altro ser Pietro Zampis. Fra i parenti vi è ser Leonardo che usa la forma Zampae e ser Daniele che usa la forma De Zampis. Alla fine del 1500 la forma De Zampis continua come Zampis e anche Zampae viene sostituito da Zampa.
Verso la metà del 1500 la situazione economica di questa numerosa famiglia diventa difficile e anche il prestigio sociale comincia a diminuire. L'eredità che ser Pietro aveva lasciato indivisa ai figli viene dispersa. Sia gli Zampis che gli Zampa rimangono in ombra nella comunità di Pagnacco fino oltre la metà del 1600. Se le colline presso Pagnacco sono l'iniziale residenza della famiglia di ser Pietro e di donna Uliana, nel 1700 i loro discendenti sono ormai sparsi su tutto il territorio del comune.
Zampis deve dunque la sua origine ed il suo nome ad una famiglia che occupò sul finire del 1400 e nei primi decenni del 1500 una posizione di rilievo nella comunità di Pagnacco. All'inizio del 1700 si legge che a Zampis vi sono 170 persone contro le 464 di Pagnacco. L'aumento della popolazione può essere spiegato con la stabilità politica imposta dalla Serenissima Repubblica di Venezia. Non è più necessario cercare difesa su colline appartate, ma è più conveniente una posizione aperta dove sia facile comunicare con i paesi vicini.

## Associazioni ed eventi

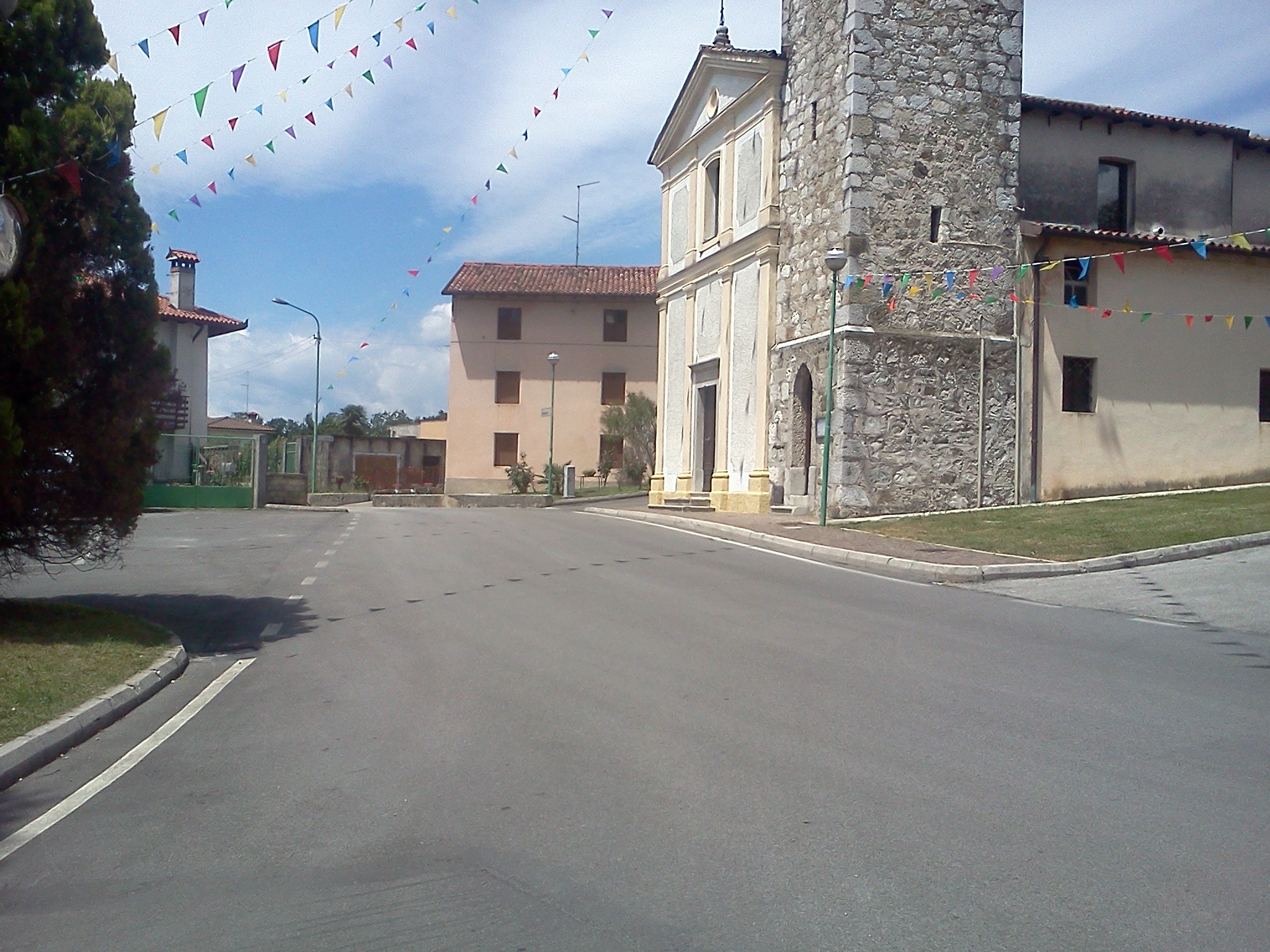
Piazza Durigon, sulla quale si affaccia la chiesa di San Giacomo.

Lis Primulis di Zampis sono un gruppo folkloristico che grazie alla musica e alla danza fanno conoscere la cultura friulana in tutta Europa.
A luglio presso la piazza Durigon si tiene la consueta sagra del paese, occasione di ritrovo per tutti i paesani.